# Armstrong Siddeley Adder
L’Armstrong Siddeley Adder était l'un des premiers turboréacteurs britanniques, conçu par la compagnie Armstrong Siddeley et démarré pour la première fois en novembre 1948. Son nom vient de « Adder », le mot anglais désignant les serpents appartenant à la famille des Viperidae (vipères).

## Conception et développement

### Origines de la conception
L’Adder ASA.1 était un dérivé « purement turboréacteur » du turbopropulseur Armstrong Siddeley Mamba, auquel on avait en fait simplement retiré l'hélice et des boîtiers d'engrenages réducteurs qui y étaient associés. Les problèmes de jeunesse du Mamba, qui concernaient surtout son compresseur et ses engrenages, étaient résolus et sa phase de tests en vol était déjà bien avancée, lorsque se présenta pour le constructeur un besoin pour un turboréacteur dans la gamme des 500 kgp. Celui-ci allait être en-effet devenir rapidement nécessaire pour la mise en œuvre de modèles à échelle réduite de futurs avions militaires. En raison de cette application future somme-toute assez limitée, le moteur n'ayant pas à être produit en grandes séries, l'idée de modifier un moteur déjà existant fut assez tentante, plutôt que partir d'une feuille blanche, ce qui aurait occasionné de forts coûts de développement pour peu de choses. Ce fut ainsi que l'Adder vit le jour.

### Caractéristiques et conception
Tout comme le Mamba, il était doté d'un compresseur axial monocorps à dix étages, de six chambres de combustion séparées, incorporant un système de vaporisation de carburant conçu par Armstrong Siddeley, et une turbine à deux étages. D'une masse de 263 kg pour un diamètre maximal de 73,6 cm, il produisait une poussée statique au niveau de la mer de 476,27 kgp, soit 4,67 kN. Il fut démarré pour la première fois en décembre 1948, et accomplit ensuite plus de 900 heures de tests. Son développement fut en fait une activité parallèle à l'effort principal mené par le constructeur Armstrong Siddeley, qui peut se résumer simplement en quelques noms : Sapphire, Python, Mamba et Double Mamba. Il fut toutefois conçu et testé en un temps rapide, le moteur n'ayant présenté aucun problème particulier pendant son développement. Les expérimentations prouvèrent en-effet qu'il était possible de conserver toutes les caractéristiques de conception et de fabrication du Mamba, avec bien évidemment des modifications typiques permettant de le convertir en turboréacteur. Il avait été également testé avec une turbine à un seul étage, mais comme les résultats ne furent pas meilleurs que ceux de la version originale, à deux étages, la conception fit machine arrière et revint sur le modèle d'origine. De même, un exemplaire du moteur avait été testé avec une chambre de combustion annulaire, mais les résultats furent jugés bien trop peu intéressants pour justifier de supprimer la disposition à six chambres séparées originelle.

### Essais
Deux petits problèmes de roulements firent apparition pendant les premiers tests de fonctionnement, mais le problème fut résolu en modifiant le débit d'huile passant par les micro-pompes dédiées. Le plus gros retard dans la mise au point fut causé par des fluctuations de régime de plus de 500 tr/min à vitesse maximale, un défaut qui fut associé à un fonctionnement pas assez sensible du régulateur d'alimentation en carburant. Ce problème ne devint évident que lorsque les composants principaux intervenant dans cette régulation – l'hélice et l'unité de maintien de vitesse constante – avaient été retirés du moteur d'origine. Le problème fut finalement réglé par les concepteurs du système d'alimentation en carburant, de la société Lucas Gas Turbine Equipment Ltd, qui modifièrent la pompe à carburant en ajoutant une prise de pression supplémentaire dans le diaphragme qui contrôlait son débit en sortie.
De bons résultats furent obtenus en testant l'intégration d'un système de postcombustion sur l’Adder. Avec une tuyère à section fixe, les gains de poussée atteignirent les 40 %. Le moteur et sa postcombustion furent ensuite testés en vol dans l'emplacement de la tourelle-mitrailleuse arrière de l'Avro Lancaster III SW342, cet avion ayant déjà servi précédemment à faire des essais sous conditions givrantes pour le Mamba, pour le compte du Flight Test Department (département d'essais en vol) d'Armstrong Siddeley, à Bitteswell. Afin d'effectuer les mesures de poussée sous différentes conditions d'utilisation, la tuyère fut équipée à cette occasion d'une section variable dotée de paupières mobiles. Ces tests visèrent essentiellement à développer un système de postcombustion pour les moteurs plus puissants, tels que le Sapphire.

## Carrière opérationnelle
L’Adder fut initialement conçu en tant que moteur jetable, à base de matériaux bon marché et à faible durée de vie, afin de propulser le drone-cible Jindivik 1. Il propulsa également les deux avions expérimentaux Saab 210 et GAF Pika. Le moteur était également présent dans un avion de course britannique, désigné Project Coppelia. Il fut ensuite amélioré pour devenir un moteur à durée de vie plus longue, avant d'évoluer encore une fois et de devenir l'Armstrong Siddeley Viper.

## Caractéristiques détaillées
L’Adder était un moteur de construction simple et fiable, dont la puissance le classe entre le couple Goblin/Derwent, adapté pour des chasseurs, et le petit moteur français Turbomeca Aspin, de seulement 200 kgp (environ 2 kN). Ses performances étaient bonnes, mais comme le moteur ne fut pas initialement conçu comme un turboréacteur, elles n'étaient pas optimales, aussi bien en matière de poussée que de consommation spécifique.

### Compresseur
L'air arrive au compresseur axial à travers un canal annulaire doté de cinq entretoises aérodynamiques, aussi désignées « guides ». Le taux de compression est de 5 pour 1, et au niveau de la mer le débit d'air entrant est de 8,255 kg/s. L'air compressé passe à-travers les guides aérodynamiques, suivis par dix étages de stators alternés avec dix rotors (l'ensemble constituant les dix étages du compresseur), au cœur desquels commence la diffusion de carburant (au niveau du septième), puis une dernière série de guides aérodynamiques assurant une rigidité à l'ensemble. Le stator et les entretoises sont contenus dans un carter en alliage divisé longitudinalement en deux parties, qui maintient également en place les rotors via des bagues d'écartement.
La partie rotative du compresseur, le rotor, est du type mixte tambour-disques, les aubes des compresseurs étant rivetées entre des paires de disques en acier, qui sont assemblés sous contrainte thermique et ensuite rétrécis autour d'un tambour central. L'acier inoxydable est employé pour les guides aérodynamiques ainsi que les étages de rotors no 1, 2, 3, 9 et 10, les autres rotors étant constitués en alliage d'aluminium. L'arbre principal, qui anime tout cet assemblage, est boulonné à l'arrière du compresseur, qui contient également un égalisateur de poussée (pour réduire le stress latéral sur les roulements principaux), qui contient lui-même un joint axial. La prise de mouvement pour les accessoires est effectuée par l'intermédiaire d'un arbre secondaire, en avant du compresseur, qui remplace l'arbre de transmission tel qu'il était présent sur le Mamba.

### Chambres de combustion
L'air en provenance du compresseur est amené vers les chambres de combustion en passant au travers d'un diffuseur en alliage d'aluminium moulé. Ce dernier contient deux supports de fixation, dont l'un est libre de mouvement en translation, afin de compenser la dilatation des éléments due à la chaleur de la combustion. L'air nécessaire à la ventilation et à la pressurisation du cockpit est prélevé depuis un anneau relié aux têtes des chambres de combustion, ces dernières étant en fait formées dans le carter du diffuseur. Ce dernier contient également les arrivées en carburant vers les brûleurs, les injecteurs et les allumeurs.
Les chambres de combustion, au nombre de six, sont en fait séparées en deux volumes distincts, l'un autour de l'autre. Elles consistent en des tubes à flamme en Nimonic 75 (un alliage contenant du nickel résistant bien aux hautes températures), insérés dans des carters aérés en acier laminé inoxydable de type FDP Staybrite. Suivant les habitudes du constructeur, le carburant est amené vers l'arrière de la chambre par quatre tubes à l'intérieur de chacune d'elles. Il est alors préchauffé puis vaporisé en étant redirigé vers l'avant à l'intérieur de la zone secondaire de chaque chambre. L'air secondaire est admis dans les tubes à flammes par quatre fentes radiales, qui divisent le flux en quatre quadrants. Les gicleurs, disposés à angles droits, délivrent les vapeurs de carburant dans les quadrants. Une couche d'air de refroidissement pour l'intérieur des tubes à flamme est admise à travers des grilles en escalier disposées autour du centre de chaque tube, et de l'air additionnel pour le mélange passe à travers quatre fentes dans la section d'extension conique de chaque tube.
Pour le démarrage, quatre allumeurs (« torches ») sont installés dans l'alignement des chambres no 2 et 5, les autres étant alimentées par la communication des gaz chauds entre elles. Les chambres sont numérotées dans le sens anti-horaire si l'on regarde le moteur de l'avant : La no 1 est la plus à gauche de l'axe central du moteur. Le constructeur annonce que le système de vaporisation qu'il emploie offre de nombreux avantages : Il est d'une utilisation efficace, peut être rallumé facilement, et fonctionne sur une large plage de températures et de pressions, en particulier à altitude élevée. De plus, il fonctionne avec des pressions d'alimentation en carburant relativement basses, ce qui prolonge la durée de vie de la pompe à carburant, qui est moins sollicitée.

### Turbines
Partant des chambres de combustion, les gaz chauds s'écoulent à l'intérieur du collecteur d'alimentation de la turbine, qui contient également le premier étage de stator de la turbine. Il est boulonné à l'anneau de maintien de la turbine, qui supporte également le deuxième étage de stator de celle-ci et qui contient à son tour la partie extérieure du joint d'étanchéité entre les disques de turbines (les rotors). Les deux disques, en alliage Jessop G18B sont maintenues reliés par un coupleur Hirth et un boulon de serrage en acier creux. L'ensemble est relié aux disques de compresseur par un arbre creux unique.
Les ailettes de turbine, en alliage Nimonic 80, sont maintenues fixées aux disques de rotors par des fixations en forme de sapin. Comme aucune énergie n'est absorbée par une hélice, comme c'était le cas avec le Mamba, la chute de température dans la turbine est plus faible que sur ce dernier. Toutefois, les turbines des deux moteurs restent parfaitement interchangeables entre-elles, de même que ses chambres de combustions et ses étages de compresseur. La grosse différence concerne évidemment la tuyère des moteurs, celle de l'Adder étant étudiée pour accélérer les gaz en sortie et créer de la poussée.

### Lubrification et refroidissement
Comparé à celui du Mamba, le roulement principal avant de l’Adder est plus léger, essentiellement parce-que l'absence d'hélice et d'engrenages qui y sont normalement associés a considérablement diminué la charge qu'il doit supporter en fonctionnement (environ 1 000 kg de moins). Ce roulement, constitué de deux roulements à billes annuaires, diminue les frottements mais maintient également en place l'assemblage rotatif du compresseur. Il est alimenté en huile sous une pression de 2,76 bar et à un débit de 363,69 ℓ/hr. Elle est amenée au roulement par une micro-pompe en passant à l'intérieur d'un des guides aérodynamiques de l'entrée d'air du moteur, puis retourne vers une pompe d'aspiration grâce à un carter de récupération. Les roulements de la turbine et de l'arrière du compresseur sont constitués d'un seul roulement à billes, et sont lubrifiés par un système ne récupérant pas l'huile (l'huile est perdue dans la combustion du mélange air/carburant), qui consomme environ 0,28 ℓ/hr.
Il existe trois sources séparées d'air de refroidissement pour les parties chaudes du moteur. La face arrière du dernier disque de turbine et des face inter-disques sont refroidies par de l'air provenant du huitième étage de compresseur, qui est diffusé à l'intérieur de l'arbre de transmission et passe par le boulon creux de maintien des turbines. Cet air pressurise également le joint en labyrinthe situé entre les disques. La face avant du premier disque de turbin est refroidie par l'air provenant de l'arbre central du moteur, tandis-que le roulement arrière reçoit de l'air par une canalisation externe reliée au cinquième étage du compresseur. Cette canalisation contient également l'alimentation en huile de ce roulement. L'air et l'huile sont tous deux expulsés par la tuyère du moteur une fois utilisés.

### Circuit carburant
Le système d'alimentation en carburant de Lucas reste essentiellement le même que celui étant monté sur le Mamba, à l'exception du boîtier d'engrenages qui ajuste le pas de l'hélice en fonction du régime moteur, qui a été éliminé. Deux composants principaux sont installés : La pompe à carburant de type swashplate, installée sur la boîte d'engrenages, et l'unité de contrôle du débit (accolée au carter du compresseur), qui contient les deux uniques systèmes de commande dont dispose le pilote sur le moteur : La vanne de débit, reliée à la manette des gaz, et l'isolateur (le coupe-circuit), pour l'arrêt du moteur.
Le carburant arrive à l'intérieur de la chambre principale de l'unité de contrôle du débit en passant à travers un filtre à basse pression. Les changements d'altitude sont compensés par deux capsules barométriques qui agissent sur une valve faisant varier le flux en fonction de l'altitude. Le carburant est ensuite envoyé dans la pompe, dont la sortie est contrôlée, comme souvent, par une swashplate à angle variable. Depuis la pompe, le carburant est ensuite amené vers la partie sous pression de la valve de commande de puissance (reliée à la manette des gaz) de l'unité de commande. Juste après se trouvent l'isolateur et le distributeur, qui contient à la fois le circuit d'allumage et les buses d'alimentation principales des chambres.
Le circuit d'allumage, qui est contourné pendant le fonctionnement normal du moteur (quand le carburant passe par les buses d'alimentation principales), envoie le carburant vers les injecteurs à travers un clapet actionné électriquement par des contacteurs les allumeurs électriques.

### Accessoires
À l'exception de la génératrice de l'avion, qui est installée à l'intérieur du cône central de l'entrée d'air, tous les accessoires sont installés sur un support en forme de roue parcourant tout le tour de l'entrée d'air du moteur, faisant partie intégrante du carénage qui l'entoure. La prise de force est effectuée via un arbre secondaire situé à l'avant du compresseur, par l'intermédiaire de pignons et de renvois d'angles passant à l'intérieur du canal d'admission du moteur. Le premier pignon et son renvoi d'angle sont lubrifiés par pression, alors que le reste de la boîte se contente d'un système par barbotage.
Les accessoires principaux sont montés à l'arrière de la roue-support et incluent (sur la face avant) le démarreur électrique, la pompe à carburant, et les micro-pompes de lubrification. Le tachymètre et le système de régulation sont installés sur la face arrière du support. Une autre prise de mouvement pour des accessoires supplémentaires est également présente à cet emplacement.

## Applications
- GAF Pika
- Saab 210 (en)
- Folland Midge (en)

### Magazine
- (en) Brian Turpin, « Lincoln/Lancaster Engine Testbeds », Aeroplane Monthly,‎ février 1980 (présentation en ligne).